# Tošinobu Kacuja
Tošinobu Kacuja (* 2. září 1961) je bývalý japonský fotbalista.

## Reprezentace
Tošinobu Kacuja odehrál 27 reprezentačních utkání. S japonskou reprezentací se zúčastnil Mistrovství Asie ve fotbale 1992.

## Statistiky
| Japonsko | Japonsko | Japonsko |
| Roky     | Záp.     | Góly     |
| -------- | -------- | -------- |
| 1985     | 2        | 0        |
| 1986     | 4        | 0        |
| 1987     | 6        | 0        |
| 1988     | 0        | 0        |
| 1989     | 0        | 0        |
| 1990     | 0        | 0        |
| 1991     | 0        | 0        |
| 1992     | 9        | 0        |
| 1993     | 6        | 0        |
| Celkem   | 27       | 0        |